# Адамс (окръг, Колорадо)
Вижте пояснителната страница за други значения на Адамс.
Окръг Адамс (на английски: Adams County) е окръг в щата Колорадо, Съединени американски щати. Площта му е 3061 km², а населението - 503 167 души (2017). Административен център е град Брайтън.

## Градове
- Къмърс Сити
- Нортглен
- Федерал Хайтс